# Fritz Picard
Fritz Picard (geboren als Ernst Friedrich Pickard 18. November 1888 in Wangen bei Konstanz; gestorben 24. Oktober 1973 in Paris) war ein deutsch-französischer Buchhändler.

## Leben
Fritz Pickard war Sohn des Viehhändlers Daniel Pickard (1844–1921) und der Rebekka Pickard (1856–?). Er besuchte das Gymnasium in Konstanz und machte ab 1909 eine Lehre in Straßburg. Er wurde Soldat im Ersten Weltkrieg. In der Novemberrevolution 1918 wurde er Mitglied eines Arbeiter- und Soldatenrats und fand 1919 eine Beschäftigung als Handelsvertreter, zunächst für den Buchverlag von Jakob Hegner, ab 1921 für die Verlage von Bruno Cassirer und Lambert Schneider. Nach der Machtergreifung der Nationalsozialisten 1933 durfte er nur noch für zugelassene jüdische Verlage arbeiten und wurde Vertreter für den Schocken Verlag. Seine Tätigkeit als Reisender nutzte er, um Kontakte zwischen Widerstandsgruppen gegen den Nationalsozialismus zu vermitteln.
Nach einem Verhör durch die Gestapo im September 1938 floh Picard nach Frankreich. Seine private Bibliothek mit 7000 Büchern musste er in Berlin zurücklassen, sie ging verloren. Picard wurde 1939 vom Deutschen Reich ausgebürgert. In Frankreich wurde er nach Kriegsausbruch 1939 als feindlicher Ausländer in La Braconne und 1940 in Saint-Germain-les-Belles und im Camp de Gurs interniert, wo er auch nach der deutschen Besetzung Nordfrankreichs blieb. Die Vichy-Administration verlegte ihn nach Bessines-sur-Gartempe, von wo er 1942 in die Schweiz entwich. Dort arbeitete er mit Ruth Fabian, der Frau von Walter Fabian, in der internationalen Flüchtlingshilfe. Nach Kriegsende emigrierten Picard und Ruth Fabian nach Frankreich.
Picard arbeitete wieder als Buchhändler und gründete 1951 in Paris die Buchhandlung Librairie Calligrammes, die vornehmlich mit, zunächst noch antiquarischen, deutschsprachigen Büchern handelte. Draußen am Laden prangte eine als Kalligramm gestaltete Uhr, ihre Ziffern wurden von den zwölf Buchstaben des Wortes Calligrammes gebildet. Der Buchladen entwickelte sich zu einem Treffpunkt zwischen französischen und deutschen Intellektuellen und Literaten. Die Buchhandlung geriet im Mai 1968 wegen der Schließung der Universitäten in ihre erste ökonomische Krise, die mit Hilfe deutscher Verlage und Zeitungen überwunden wurde. Nach Picards Tod im führte Annette Antignac, eine Tochter von Ruth und Walter Fabian, das Geschäft weiter.
Picard engagierte sich nach 1945 auch in Frankreich in der internationalen Flüchtlingshilfe. Er erhielt 1958 die deutsche Staatsbürgerschaft zurück und wurde mit dem Bundesverdienstkreuz 1. Klasse ausgezeichnet.
Picard war in erster Ehe mit Lilli Benedick (1899–1994) verheiratet, bekannt als Malerin und Journalistin unter dem Namen Lil Picard, nach der Scheidung ab 1925 mit Elisabeth Greitsch, Lehrerin und Schriftstellerin (1889–1972), und in dritter Lebenspartnerschaft mit Ruth Fabian. Er hatte drei Kinder.

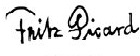
Fritz Picard

## Schriften (Auswahl)
- Wie ich zum Buchhandel kam. In: Frankfurter Rundschau, 14. Oktober 1967.

## Film
Ulrike Ottingers 2020 fertiggestellter autobiographischer Dokumentarfilm Paris Calligrammes ist auch eine Hommage an Picards Buchhandlung, mit deren Besitzer die Filmemacherin gut bekannt war. Die Buchhandlung selber ist der zentrale Schauplatz des Films, in dem ein „heimlicher Hauptdarsteller […] Picards lange verschollenes Gästebuch [ist] mit Einträgen und Zeichnungen von Raoul Hausmann, Max Ernst, Hans Arp oder Paul Celan, das Ottinger erst am Ende der Dreharbeiten unverhofft in die Hände fiel“.